# Onthophagus usurpator
Onthophagus usurpator là một loài bọ cánh cứng trong họ Bọ hung (Scarabaeidae).